# آلبرت شوایتزر
آلبرت شوایتزر (به آلمانی: Albert Schweitzer) ‏(۱۴ ژانویهٔ ۱۸۷۵ – ۴ سپتامبر ۱۹۶۵) پزشک، فیلسوف، عالم الهیاتِ پروتستانیسم و موسیقی‌دان آلمانی بود. وی در سال ۱۹۲۸ برندهٔ جایزهٔ ادبی گوته و در سال ۱۹۵۲ جایزهٔ صلح نوبل شد.

## زندگی
آلبرت شوایتزر در روز ۱۴ ژانویهٔ سال ۱۸۷۵ در کایزرسبرگ، منطقه‌ای آلمانی‌زبان که پس از جنگ جهانی اول به دست کشور فرانسه افتاد زاده شد. او کودکی خود را در یکی از روستاهای گونسباخ که پدرش در آن‌جا کشیش بود گذراند. وی به موسیقی علاقهٔ فراوان نشان داد و در ۹ سالگی نواختن ارگ را فراگرفت.
او در سال ۱۸۹۳، در دانشگاه استراسبورگ تحصیلات خود را در رشتهٔ الهیات و فلسفه آغاز کرد، در حالی که آموختن ارگ را در شهر پاریس ادامه می‌داد؛ و در سال ۱۸۹۹ دکترای فلسفه و در سال ۱۹۰۰ دکترای الهیات خود را گرفت. سپس در کلیسای سنت نیکلاس استراسبورگ به عنوان کشیش مشغول به کار شد. در سال ۱۹۰۵ تحصیلات خود را در رشتهٔ پزشکی آغاز کرد و در سال ۱۹۱۰ مدرک خود را گرفت.
آلبرت شوایتسر در سال ۱۹۱۳ به همراه همسرش هلن که پرستار بود به لامبرنی در گابن سفر کرد. در سال ۱۹۱۷، درحالی که به فرانسه سفر کرده بود، همراه با همسرش (که او نیز آلمانی بود) توسط نیروهای نظامی فرانسه دستگیر شد و تا سال ۱۹۱۸ در حبس به سر برد. پس از آزاد شدن، تا سال ۱۹۲۴ در اروپا ماند و به برگزاری کنسرت یا شرکت در کنفرانس‌های متعدد پرداخت، آنگاه دوباره به لامبارنه بازگشت و به تأسیس بیمارستان در این شهر و روستایی برای سکونت جذامیان پرداخت.
پس از آن آلبرت شوایتسر غالباً به اروپا سفر می‌کرد تا در کنفرانس‌ها شرکت و نیز با اجرای کنسرت‌های خود منبع درآمدی برای این مخارج تأمین کند. او از دوستان نزدیک ملکه الیزابت و آلبرت آینشتین بود. وی در واپسین سال‌های زندگی خود گیاه‌خوار شد. آلبرت شوایتسر در ماه سپتامبر سال ۱۹۶۵ در لامبارنه درگذشت.

## طبابت در آفریقا

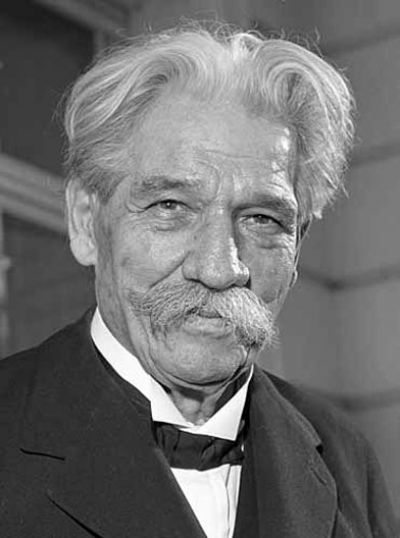
در سال ۱۹۵۵

شوایتسر چهل سال آخر عمر خود را در آفریقا به طبابت در میان قبایل آفریقایی گذراند. در آن زمان بحث‌های زیادی بین روشنفکران پیش آمد. روشنفکران اروپا چندین بار اعلامیه‌های مشترکی خطاب به شوایتسر صادر کردند که فعالیت تو، هم در جهت موسیقی‌دانی، هم در جهت فلسفه ورزی و هم در جهت پیشرفتی که در زیست‌شناسی کرده‌ای، در پاریس برای بشریت بسیار نافع‌تر است تا این که در آفریقا میان جذامیان طبابت کنی (در آن زمان جذام در آفریقا همه‌گیر بود). سه اعلامیهٔ جهانی روشنفکری بر ضد آلبرت شوایتسر صادر شد، اما او می‌گفت من احساس می‌کنم که این واقعیت است، آن‌ها یا واقعیت نیستند یا واقعیتِ دور هستند. وجدان اجازه نمی‌دهد که این مردم را ترک کنم و دست برنداشت. او در چند صفحه‌ای که در اواخر عمرش نوشت می‌گفت: «آنچه را بر قلمم جاری شده‌است فقط در فاصلهٔ چرت و خواب نوشته‌ام اما الان از این هم پشیمان هستم. در فاصلهٔ میان چرت و خواب هم می‌شد به کلبهٔ یک آفریقایی سر کشید.»
مصطفی ملکیان می‌گوید:
به نظر می‌رسد نمی‌شود آلبرت شوایتسر را ملامت کرد، در قرن بیستم هم مادر ترزا بود که همین چند سال پیش فوت کرد. او از سن ۱۹ تا سن ۹۳ سالگی اروپا را رها کرد و به هندوستان رفت. اگر بشود گفت معجزه مصداق دارد، مصداق آن زندگی ترزاست. این که انسان بتواند با دو روسری و دو دست لباس و کیفی که با گونی بافته‌است زندگی کند، معجزه است. اخیراً گفته‌اند کل خرجی که خانم ترزا در سراسر زندگی داشته‌است، نزدیک به پنج هزار دلار بوده‌است. زندگی ترزا سراسر اعجاز است.

## جوایز و افتخارات
- جایزهٔ صلح کتاب‌فروشان آلمان[۶]